# Meynnart Wewyck
Meynnart Wewyck (fl. um 1502 – nach 1525), auch Maynard Vewicke, war ein niederländischer Maler, der am englischen Tudor-Hof arbeitete.

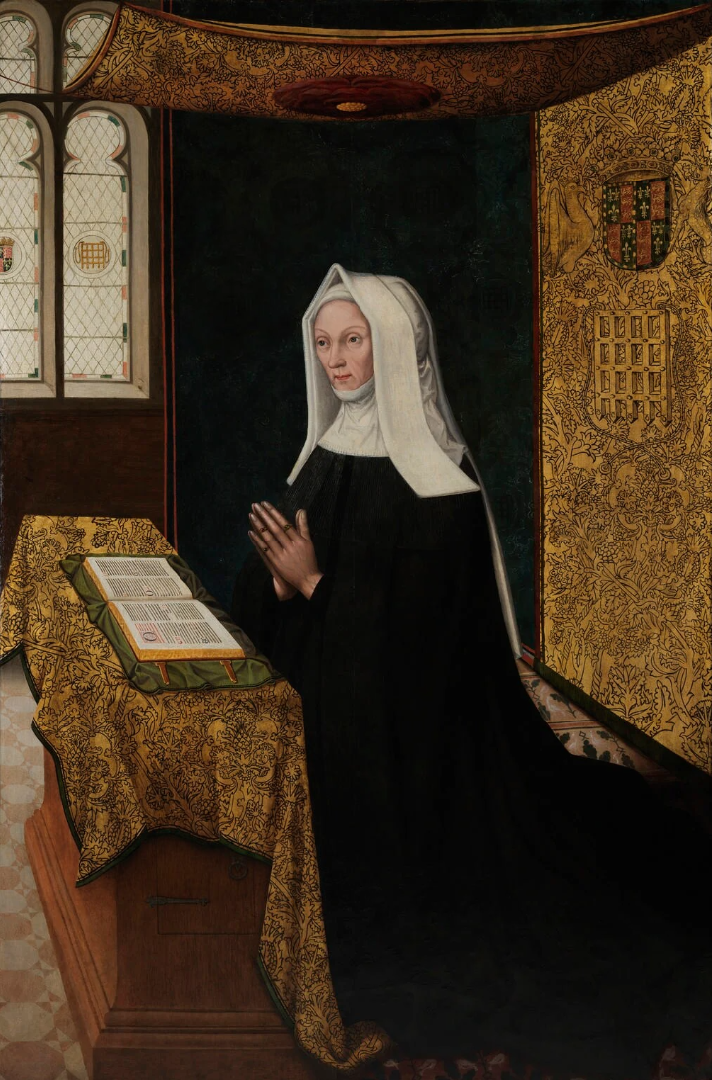
Bild der Margaret Beaufort (um 1506) nach der Restaurierung 2023. Cambridge, St John’s College, The Master’s Lodge

## Leben und Wirken
Meynnart Wewyck war einer der ersten Künstler am Hofe der Tudor und seine Arbeiten während der Regentschaften Heinrichs VII. und Heinrichs VIII. sind gut dokumentiert.
Am 19. September 1502 lieferte „Mynour, the Inglis payntour“ vier Porträts der englischen Königsfamilie an Jakob IV. von Schottland nach Stirling Castle. Es handelte sich um Bilder des Königs Heinrich VII., der Königin Elisabeth von York, des Prinzen Heinrich, späterer König Heinrich VIII., und der Prinzessin Margaret, die im Januar 1502 in einer Stellvertreterhochzeit Jakob angetraut worden war.
In den Rechnungsbüchern des schottischen Königs ist für den 10. November 1502 ein Geschenk an „Mynour, the Inglis payntour“ über 50 Écus oder 35 schottische Pfund vermerkt. Die Porträts, die Meynnart wahrscheinlich in Schottland anfertigte, sind verloren. Das Inventar des Königs listet ein Porträt Jakobs, das wahrscheinlich von Wewyck stammte. Einige Zeichnungen aus der dem Recueil d’Arras, einer Sammlung, die Jacques Le Boucq um 1570 anlegte, orientieren sich möglicherweise an den verlorenen Arbeiten Meynnarts. Ein Porträt Jakobs IV. in Abbotsford House mit dem Jahresvermerk 1507 wurde Wewyck zugeschrieben, könnte aber auch vom Maler Piers, einem Malerkollegen in Schottland, jedoch ursprünglich aus Antwerpen stammend, stammen, der einer Vorlage Mennarts folgte. Bis November des Jahres 1503 verblieb Wewyck am schottischen Hof und kehrte daraufhin nach England zurück.
Am 15. März 1505 erhielt „Maynard“ in England ein Pfund für Bilder. 1506 wurde „Maynard Waywike, Duchman“ für ein Porträt von Lady Margaret Beaufort, der Mutter König Heinrichs VII., bezahlt; die Bezeichnung ‚Duchman‘ ist einer der Hinweise, dass Meynnart aus den Niederlanden stammte. 1510 wurde Wewyck damit beauftragt, ein Bild („table“) und Entwurfszeichnungen („patrones“) für Margaretes Grab anzufertigen, das von Pietro Torrigiano für die Kapelle Heinrichs VII. in Westminster Abbey umgesetzt werden sollte. Rechnungen aus den Jahren 1511 und 1512 verzeichnen die entsprechende Bezahlung:
„Md that I Maynarde Vewike of London paynter haue ressayuid the vii daie of February the thrid yeire of the reigne of kynge henry the viij of the Reuerend father in god bushop of Rochester thre poundes sterlyng in parte of payement of A more some for a certen table and ii patrones drawen for my ladie the kynges grandeam' tombe. In witnes wher. of I the saide Maynarde haue subscribed this bill wt my hand.“

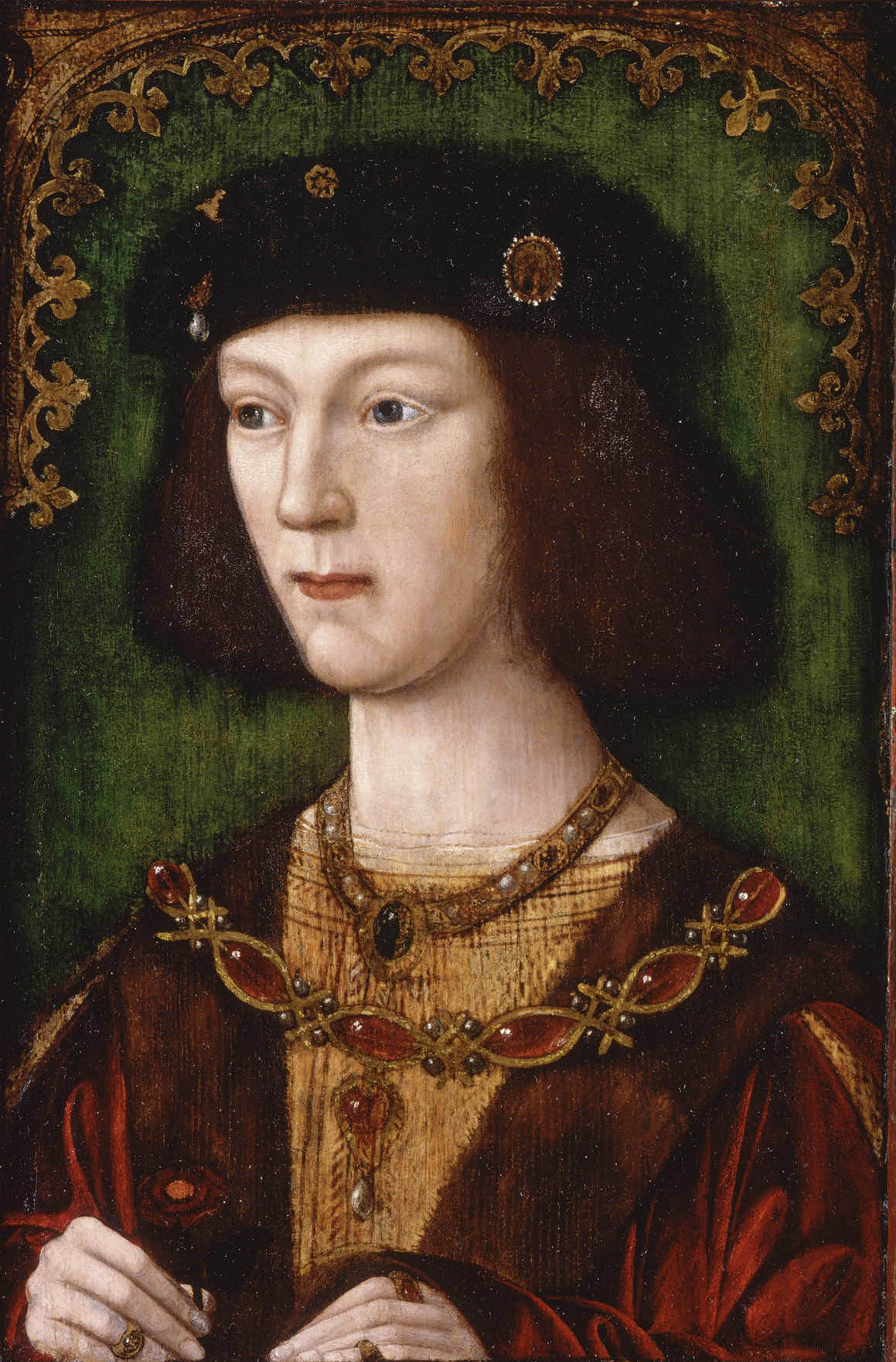
Porträt Heinrichs VIII. (um 1509). Denver Art Museum, Inv. Nr. 2021.29

Wewyck wurde 1523 als Anwohner des Pfarrbezirks All Hallows the Great in London dokumentiert. 1525 lebte und arbeitete er immer noch; Rechnungen Heinrichs VIII. führen halbjährliche Überweisungen an „olde maynerd wewoke paynter“ im September dieses Jahres.

## Neuere Forschungen

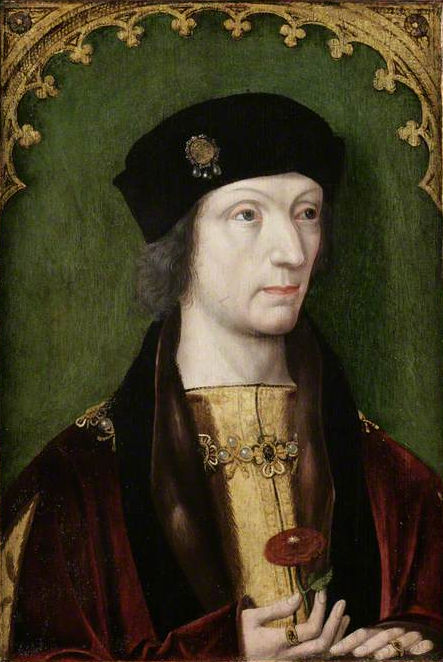
Porträt Heinrichs VII (um 1501/09). London, Society of Antiquaries

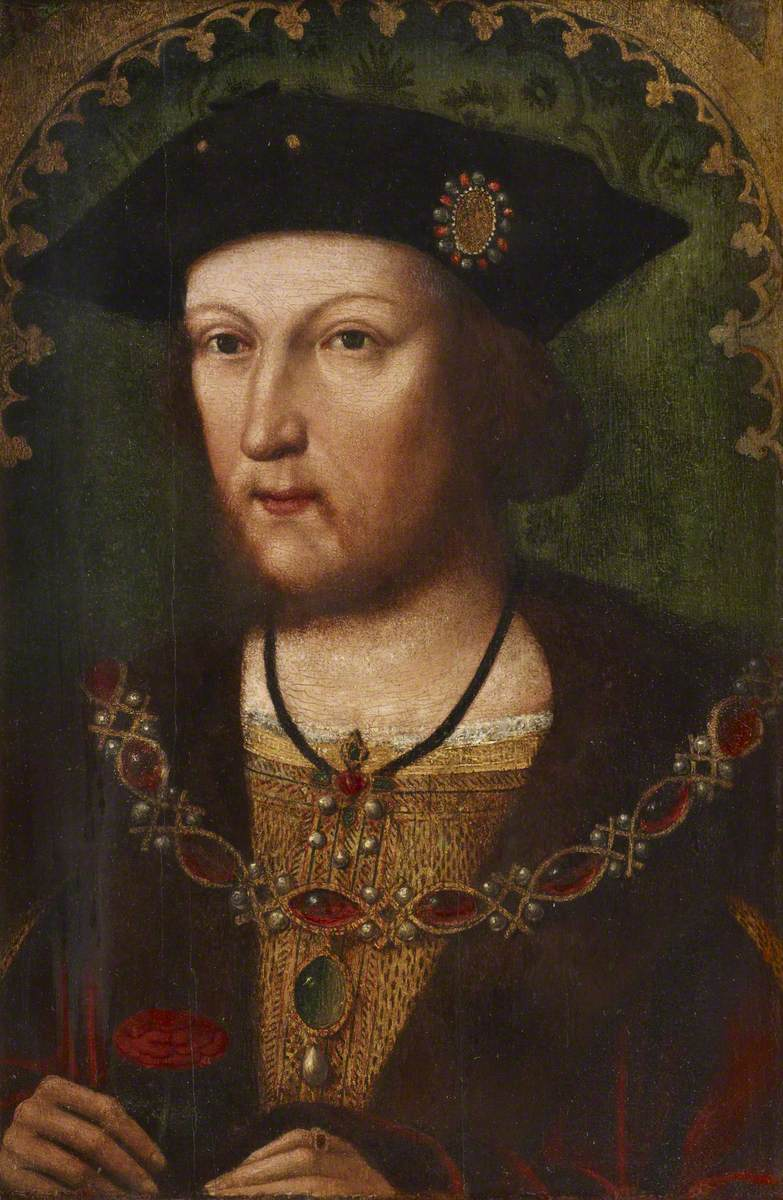
Porträt Heinrichs VIII. (um 1515/20). Anglesey Abbey, Inv. Nr. 515572

Zunächst konnte dem archivalisch gut belegten Wewyck kein Bild sicher zugeschrieben werden. Am 29. März 2019 meldete das St. John’s College in Cambridge, neue Forschungen hätten ein Porträt Margaret Beauforts, der Gründerin des Colleges, als Arbeit Wewycks nachgewiesen. Das Porträt sei ein Jahr nach dem Tod der Königsmutter von den Testamentsvollstreckern um John Fisher, den Bischof von Rochester, in Auftrag gegeben worden und 1534 nach der Enthauptung Fishers in das College gelangt, wo es heute in der Master’s Lodge hängt. Es könnte sich dabei um das erste großformatige Frauenporträt in England handeln. Eine Kopie von Rowland Lockey (um 1598) gab Aufschluss über den ursprünglichen Zustand des Bildes im St. John’s College vor Nachdunkelung und Farbverlust. Die Autoren der Untersuchung schrieben Meynnart Wewyck auch das Porträts Heinrichs VII. im Besitz der Society of Antiquaries of London aufgrund stilistischer Ähnlichkeiten zu.
Ende 2019 folgten Untersuchungen durch eine Gruppe Spezialisten vom Yale Center for British Art, der National Portrait Gallery in London und dem Hamilton Kerr Institute in Cambridge am Denver Art Museum. Sie konnten vier Porträts Heinrichs VIII. – zwei als Prinz und zwei als König – sowie zwei Konterfeits von dessen Mutter, Elisabeth von York, „fairly certain“ Wewyck zuschreiben. Weitere Tests ergaben, dass das Porträt Heinrichs VIII. im Besitz der Society of Antiquaries, das Porträt Prinz Heinrichs in Denver und drei weitere Porträts Heinrichs VIII. (eines in Anglesey Abbey und zwei in Privatbesitz) auf Tafeln derselben baltischen Eiche gemalt wurden.

## Kunsthistorische Bedeutung
„These paintings can serve as touchstones for further research into Wewyck's work. As perhaps the first Netherlandish painter to find work at the Tudor court, Wewyck stands at the beginning of a process of the transfer of artistic skills that would dominate the production of painted portraiture in England throughout the 16th century.“

## Zugeschriebene Werke (Auswahl)
- vier Porträts der englischen Königsfamilie für Jakob IV. von Schottland auf Stirling Castle, um 1502 (verloren)
- Porträt von Margaret Beaufort, um 1506 (Cambridge, St. John’s College, The Master’s Lodge)
- Porträt Heinrichs VIII., um 1509 (38 × 24,8 cm, Öl auf Holz; Denver, Denver Art Museum, Inv. Nr. 2021.29)[23]
- Entwurfszeichnung des Grabes von Margaret Beaufort, um 1510 (verloren)
- Porträt Heinrichs VIII., um 1515/20 (Öl auf Holz, 44,5 × 29,8 cm; Anglesey Abbey, Inv. Nr. 515572)[24]